# Stephen Kim Sou-hwan
Stephen Kim Sou-hwan (1922 - 2009) là một hồng y người Hàn Quốc của Giáo hội Công giáo Rôma. Ông nguyên là Hồng y Trưởng đẳng Linh mục của Hồng y Đoàn, Tổng giám mục chính tòa Tổng giáo phận Seoul, Chủ tịch Hội đồng Giám mục Hàn Quốc và Chủ tịch Liên Hội đồng Giám mục Á Châu. Hồng y Sou-hwan cũng từng tham dự hai cuộc mật nghị hồng y tháng 8 vào tháng 10 năm 1978 chọn lần lượt Giáo hoàng Gioan Phaolô I và Giáo hoàng Gioan Phaolô II.

## Tiểu sử
Hồng y Kim Sou-hwan sinh ngày 8 tháng 5 năm 1922 tại Daegu, Hàn Quốc. Sau quá trình tu học dài hạn tại các chủng viện, ngày 15 tháng 9 năm 1951, Phó tế Kim Sou-hwan được truyền chức linh mục.
Ngày 15 tháng 2 năm 1966, Tòa Thánh loan báo tin tức về việc tuyển chọn linh mục Kim Sou-hwan vào chức vụ Giám mục chính tòa Giáo phận Masan. Tân giám mục được cử hành nghi thức tấn phong sau đó vào ngày 31 tháng 5 cùng năm. Ba giáo sĩ tham dự nghi thức chính yếu gồm vị chủ phong là Tổng giám mục Antonio del Giudice, Khâm sứ Tòa Thánh tại Hàn Quốc; hai vị khác phụ phong là Tổng giám mục John Baptist Sye Bong-Kil từ Tổng giáo phận Daegu (Taegu) và giám mục John A. Choi Jae-seon, giám mục chính tòa Giáo phận Busan (Pusan). Tân giám mục chọn châm ngôn cho mình là: Pro vobis et pro multis (tiếng Hàn:너희와 모든 이를 위하여).
Hai năm sau đó, ngày 9 tháng 4 năm 1968, Tòa Thánh loan báo tin thăng Giám mục Kim Sou-hwan làm Tổng giám mục Tổng giáo phận Seoul, với địa phận thuộc thủ đô Seoul. Một năm sau đó, Giáo hoàng Phaolô VI chọn Tổng giám mục Kim Sou-hwan tước vị Hồng y Đẳng linh mục Nhà thờ San Felice da Cantalice a Centocelle. Tân hồng y khi đó chưa tròn 47 tuổi. Từ ngày 10 tháng 6 năm 1975, ông còn kiêm thêm chức danh Giám quản Tông Tòa Giáo phận Bình Nhưỡng, thuộc Triều Tiên.
Ngoài các chức danh chính thức phía Tòa Thánh bổ nhiệm, Hồng y Kim còn kiêm nhiệm thêm các chức vị quan trọng khác, như hai lần đắc cử vị trí Chủ tịch Hội đồng Hàn Quốc và giữ trọng trách này từ 1971 đến 1975 và 1981 đến 1987. Ở tầm vóc khu vực, ông còn đảm nhiệm vụ Chủ tịch Liên Hội đồng Giám mục Á Châu [F.A.B.C].
Ngày 3 tháng 4 năm 1998, Tổng giám mục Kim từ nhiệm vì lý do tuổi tác theo Giáo luật. Từ ngày ngày 13 tháng 3 năm 2004, ông là Trưởng đẳng Linh mục của Hồng y Đoàn. 5 năm sau đó, ngày 16 tháng 2 năm 2009, ông qua đời, thọ 87 tuổi.